# Anka Muhlstein
Anka Muhlstein (* 18. August 1935 in Paris) ist eine französische Historikerin.
Sie veröffentlichte mehrere Monographien u. a. über Robert Cavelier de La Salle und James de Rothschild. Für ihre Astolphe-de-Custine-Biographie erhielt sie 1996 den Prix Goncourt.
1974 heiratete sie Louis Begley und zog mit ihm nach New York City.

## Werke (Auswahl)
- Camille Pissarro oder Von der Kühnheit zu malen. Insel Verlag, Berlin 2024, ISBN 978-3-458-64419-4.
- Mit Feder und Pinsel. Zola, Balzac, Proust und die Malerei. Insel Verlag, Berlin 2017, ISBN 978-3-458-17727-2.
- Die Bibliothek des Monsieur Proust. Insel Verlag, Berlin 2013, ISBN 978-3-458-17582-7.
- Die Austern des Monsieur Balzac. Arche Literatur Verlag, Zürich 2011, ISBN 978-3-7160-2610-6.
- Der Brand von Moskau. Napoleon in Rußland. Insel Verlag, Frankfurt 2008, ISBN 978-3-458-17391-5.
- Königinnen auf Zeit. (= Insel Taschenbuch. 3132). 1. Auflage. Insel Verlag, Frankfurt am Main/Leipzig 2005, ISBN 3-458-34832-8.
- Die Gefahren der Ehe. Elisabeth von England und Maria Stuart. 1. Auflage. Insel Verlag, Frankfurt am Main/Leipzig 2005, ISBN 3-458-17273-4. (2009 als Insel Taschenbuch. 3421)